# Palacio de Mirabel

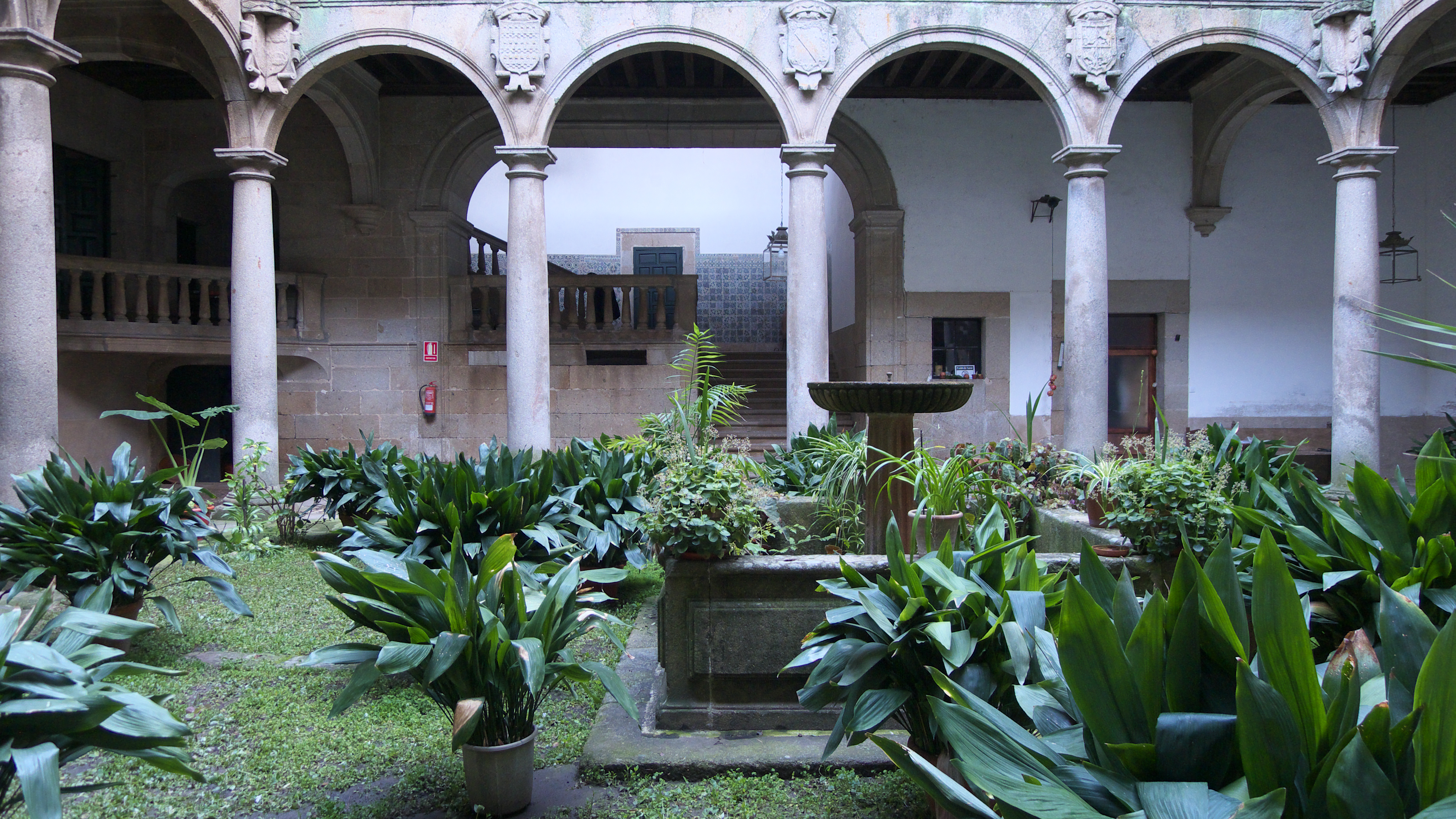
Patio del palacio de Mirabel.

El Palacio de Mirabel es un edificio histórico del siglo XV de la ciudad de Plasencia (Cáceres, España). Constituye el edificio de carácter civil más importante de la ciudad. Fue declarado bien de interés cultural en el año 1977.
Su construcción data del siglo XV por iniciativa de Álvaro de Zúñiga y Guzmán y su segunda esposa Leonor Pimentel y Zúñiga, primeros duques de Plasencia. El palacio tiene un amplio patio renacentista, construido en dos pisos con arcos de medio punto y decorado con los blasones de la casa nobiliaria Zúñiga-Mirabel. Destaca igualmente el salón de Carlos V, con un busto del Emperador obra del escultor italiano Pompeo Leoni. El palacio se encuentra anexado a la iglesia y convento de Santo Domingo (actual Parador Nacional), mediante un jardín colgante, abierto a la plaza de San Nicolás y decorado con columnas y esculturas romanas procedentes de Cáparra y Mérida. En la parte posterior de la edificación se abre un balcón de estilo plateresco muy destacado, único en la ciudad.
Posee una colección importante de piezas arqueológicas italianas de época romana, azulejos provenientes del monasterio de Yuste.